# South Harrow (métro de Londres)
Pour le quartier, voir South Harrow.
South Harrow est une station de la Piccadilly line du métro de Londres, en zone 5. Elle est située quartier South Harrow, dans le Borough londonien de Harrow.

## À proximité
- South Harrow